# Sección Femenina
La Sección Femenina ou Section féminine, créée en 1934, était la branche féminine du parti de la Phalange espagnole (puis, après 1937, de la Falange Española Tradicionalista y de las Juntas de Ofensiva Nacional Sindicalista, parti unique de l'Espagne franquiste). Elle est dissoute en 1977, après la mort du général Franco et la fin de son régime. Elle fut dirigée, depuis sa constitution jusqu'à sa dissolution, par Pilar Primo de Rivera y Sáenz de Heredia, sœur de José Antonio Primo de Rivera, le fondateur de la Phalange, et par María Rosa Urraca Pastor. Fortement marquée par le catholicisme, la Section féminine avait adopté les figures d'Isabelle la Catholique et de sainte Thérèse d'Avila comme modèles de conduite et symboles de son action.

## Histoire

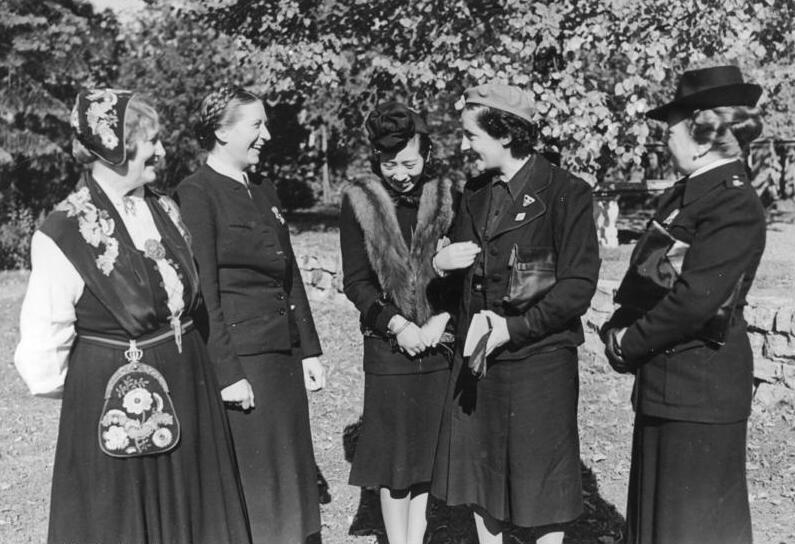
Réunion de dignitaires féminines de pays de l'Axe ou proches, en 1941. De gauche à droite : Olga Bjone, présidente de la Ligue des femmes nationales-socialistes norvégiennes, la Reichsfrauenführerin allemande Gertrud Scholtz-Klink, l'épouse de Hiroshi Ōshima, ambassadeur japonais à Berlin, la présidente de la section féminine de la Phalange espagnole, Pilar Primo de Rivera, et la marquise italienne Olga Medici.

Sous la Seconde République espagnole, alors que les femmes progressistes s'organisent autour de mouvements comme Las Sinsombrero et d'organisations telles que le Lyceum Club Feminino de Madrid et le Lyceum Club de Barcelone, les militantes conservatrices de la Section féminine assurent un appui aux membres des fascistes de la Phalange, caractérisé par des visites aux militants emprisonnés et à leurs familles, mais aussi en servant de liens entre les prisonniers et la rue (messages, consignes, etc.).
Pendant la guerre civile, elles prêtent leur appui aux familles des nationalistes tués au combat, en plus des tâches qui leur incombaient auparavant. Dans les zones conquises par les nationalistes, elles sont chargées de porter assistance aux populations (distribution d'aide alimentaire, soins médicaux, répartition des cartes de rationnement, etc.), en collaboration avec les membres de l'Auxilio Social, association de secours humanitaire fondée en 1936 par Mercedes Sanz-Bachiller. En 1937, la Section féminine est chargée de la mise en œuvre du Service social de la Femme, pendant féminin du service militaire (et comme lui, obligatoire). Cette institution est chargée d'encadrer les jeunes femmes afin qu'elles deviennent de bonnes patriotes, de bonnes chrétiennes et de bonnes épouses. Le siège de l'organisation est transféré ultérieurement au château de La Mota de Medina del Campo (province de Valladolid).
La Sección Femenina défendait un modèle de femmes subordonnées à leur mari et vouées à donner des enfants à la patrie. Elles devaient également rester à l'écart de la vie politique afin de se consacrer à leur foyer.